# Дослід Девіссона — Джермера
Дослід Де́віссона — Дже́рмера — фізичний експеримент з дифракції електронів, проведений Клінтоном Девіссоном та Лестером Джермером у 1927 році, що підтвердив гіпотезу де Бройля, за якою матеріальні частинки окрім корпускулярних мають також і хвильові властивості. Дослід Девіссона — Джермера не лише довів правильність гіпотези де Бройля та наочно продемонстрував корпускулярно-хвильовий дуалізм, але й став одним з ключових елементів експериментальної бази, на якій ґрунтується квантова механіка.

## Історія
У кінці XIX століття вважалося, що світло складається з електромагнітних хвиль (згідно з рівняннями Максвелла), а матерія — з локалізованих частинок. Однак, ситуація змінилася після того, як Олександр Столєтов дослідив фотоефект, а Альберт Ейнштейн пояснив у 1905 році отримані результати дискретністю світла (тобто, світло складається із дискретних квантів енергії — фотонів), за що отримав Нобелівську премію з фізики в 1921 році. Пізніше, в 1924 році Луї де Бройль висунув гіпотезу про корпускулярно-хвильовий дуалізм, згідно з яким матерія має хвильові властивості аналогічно до світла, що проявляє корпускулярні властивості у вигляді фотонів. За де Бройлем і для матерії, і для випромінювання енергія частинки {\displaystyle E} залежить від частоти асоційованої з нею хвилі {\displaystyle \nu } наступним чином:
{\displaystyle E=h\nu } — співвідношення Планка.
Імпульс частинки {\displaystyle p} залежатиме від довжини асоційованої з нею хвилі {\displaystyle \lambda } так:
{\displaystyle p={\frac {h}{\lambda }}} — співвідношення де Бройля.
Одним з тих, хто створив передумови проведення досліду Девіссона — Джермера, був німецький фізик Вальтер Ельзассер, який помітив, що хвильову природу матерії можна досліджувати на експериментах із розсіяння електронів на кристалі, аналогічно до експериментів із розсіяння на кристалі рентгенівського випромінювання.
Пізніше майбутній нобелевський лауреат Макс Борн запропонував ідею Ельзассера англійським фізикам. Після того, як Девіссон і Джермер закінчили експеримент, його результат був пояснений саме ідеєю Ельзассера. Однак першими експериментами Девіссон й Джермер ставили ціль не підтверджували гіпотезу де Бройля, а скоріше дослідити поверхню нікелю.
В 1927 році в Bell Labs Девіссон і Джермер почали досліди з бомбардування повільними електронами поверхню кристала нікелю. Вони виміряли кутову залежність інтенсивності відбитих електронів й отримали ту саму дифракційну картину, яку передбачив Брегг для рентгенівського випромінювання. Незалежно від Девіссона й Джермера досліди з дифракції електронів виконав Джордж Томсон, за що разом із Девіссоном отримав Нобелевську премію з фізики в 1937 році.
Дослід Девіссона — Джермера підтвердив гіпотезу де Бройля про хвильові властивості матерії. Разом із ефектом Комптона цей дослід є фундаментальною частиною експериментальної бази квантової механіки.

## Експеримент

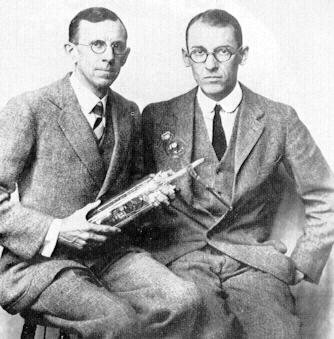
К. Девіссон та Л. Джермер

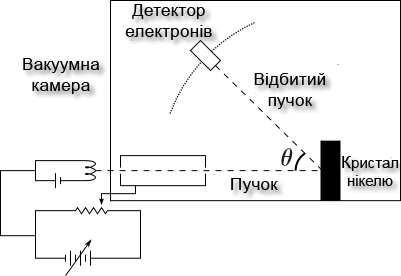
Схема експериментальної установки

На початку експериментів Девіссон і Джермер були зосереджені на вивченні властивостей поверхні кристала нікелю, бомбардуючи її пучком електронів та визначали, яка частка електронів відбивається від поверхні кристала в залежності від кута падіння. Вони очікували, що навіть найгладкіша поверхня кристала все одно буде надто нерівною для електронів, тож пучок розсіюватиметься при відбитті.
Експериментальна установка складалася з кристала нікелю, відшліфованого під кутом та встановленого на тримач, та електронної гармати, направленої на кристал нікелю таким чином, щоб пучок електронів падав перпендикулярно до відшліфованої поверхні кристала. Електронна гармата містила розжарену нитку, що випускала електрони, які потім розганялися за рахунок різниці потенціалів:
{\displaystyle \upsilon ={\sqrt {\frac {2eU}{m_{e}}}},}
де {\displaystyle \upsilon } — швидкість електрону, {\displaystyle U} — різниця потенціалів, {\displaystyle e} — заряд електрону, {\displaystyle m_{e}} — маса електрону. Експериментальна установка знаходилася у вакуумі, щоб уникнути зіткнень електронів із сторонніми частинками на їх шляху до поверхні кристала. Для вимірювання кількості електронів, які були розсіяні, під кутом {\displaystyle \theta } до падаючого пучка встановлювався детектор — циліндр Фарадея, під'єднаний до гальванометра.
Під час експерименту сталася поламка вакуумної камери, і до неї потрапило повітря, спричинивши появу оксидної плівки на поверхні кристала. Щоб очистити поверхню кристала від оксиду, Девіссон і Джермер нагріли кристал, не знаючи про те, що внаслідок процес нагрівання зникне полікристалічна структура нікелю, і сформуються великі монокристалічні ділянки з поверхнями, неперервними на довжинах, порівняними з шириною електронного пучка.
Коли Девіссон і Джермер знову запустили експериментальну установку, електрони, досягаючи поверхні кристала, розсіювалися на атомах кристалічної площини всередині кристала нікелю. Як показав Макс фон Лауе в 1912 році, кристалічна структура може виступати в ролі тривимірної дифракційної ґратки. В такому випадку має спостерігатися селективність розсіяння електронів, тобто при зміні кута {\displaystyle \theta } спостерігаються мінімуми та максимуми інтенсивності: кути максимального відбиття визначаються умовою Вульфа — Брегга:
{\displaystyle n\lambda =2d\sin \left(90^{\circ }-{\frac {\theta }{2}}\right),}
де {\displaystyle d} — відстань між сусідніми кристалічними площинами. В досліді Девіссона — Джермера виконувалася умова Вульфа — Брегга при параметрах n = 1, θ = 50° та відстані d = 0,091 нм, яка була розрахована в експериментах із розсіяння рентгенівського випромінювання на кристалі нікелю.
Змінюючи напругу на електронній гарматі, Девіссон і Джермер знайшли максимальне значення інтенсивності електронів після дифракції на поверхні кристала під різними кутами. Найбільша інтенсивність спостерігалася під кутом θ = 50° та напругою 54 В, що надавала електронам кінетичну енергію 54 еВ. Використовуючи співвідношення де Бройля та умову Вульфа — Брегга, можна обрахувати, що пучку електронів із енергією 54 еВ відповідає хвиля де Бройля з довжиною 0,165 нм. Експеримент дав значення 0,167 нм, що добре співвідноситься з теоретичними передбаченнями.
Випадкове відкриття Девіссоном і Джермером дифракції електронів було першим прямим доказом гіпотези де Бройля про хвильові властивості матеріальної частинки.

## Виноски
1. ↑  Davisson C. J. The Diffraction of Electrons by a Crystal of Nickel // Bell System Tech. J. — 1928. — Т. 7, вип. 1. — С. 90-105. Архівовано з джерела 2 листопада 2013. Процитовано 12 січня 2013.
2. 1 2 3 4 5  Eisberg R. M., Resnick R. Quantum physics of atoms, molecules, solids, nuclei, and particles. — Wiley, 1985.
3. ↑  Rubin H. Walter M. Elsasser // Biographical Memoirs. — National Academies Press, 1995. — Т. 68.
4. ↑  Clinton Joseph Davisson and George Paget Thomson for their experimental discovery of the diffraction of electrons by crystals [Архівовано 28 липня 2012 у Wayback Machine.].
5. 1 2  Young H. D., Freedman R. A. University Physics. — San Francisco : Addison-Wesley, 2004.